# Сачков, Михаил Иванович
Михаил Иванович Сачков (4 мая 1918, Кирсановский уезд, Тамбовская губерния — 12 февраля 1973, Москва) — майор Советской Армии, участник Великой Отечественной войны, Герой Советского Союза (1944).

## Биография
Михаил Сачков родился 4 мая 1918 года в селе Богданово (ныне — Ржаксинский район Тамбовской области). После окончания семи классов школы проживал и работал в Москве. Параллельно с работой занимался в аэроклубе. В ноябре 1936 года Сачков был призван на службу в Рабоче-крестьянскую Красную Армию. В 1938 году он окончил Борисоглебскую военную авиационную школу лётчиков. С марта 1943 года — на фронтах Великой Отечественной войны.
К апрелю 1944 года капитан Михаил Сачков командовал эскадрильей 728-го истребительного авиаполка 256-й истребительной авиадивизии 5-го истребительного авиакорпуса 2-й воздушной армии 1-го Украинского фронта. К тому времени он совершил 152 боевых вылета, принял участие в 39 воздушных боях, сбив 19 вражеских самолётов.
Указом Президиума Верховного Совета СССР от 26 октября 1944 года за «образцовое выполнение боевых заданий командования на фронте борьбы с немецкими захватчиками и проявленные при этом мужество и героизм» капитан Михаил Сачков был удостоен высокого звания Героя Советского Союза с вручением ордена Ленина и медали «Золотая Звезда» за номером 1968.
Продолжил сражаться столь же успешно. К 9 мая 1945 года выполнил 309 боевых вылетов, провёл более 50 воздушных боёв, сбил 29 самолётов врага (все победы одержал лично).
В 1946 году в звании майора Сачков был уволен в запас. Проживал и работал в Москве. Скончался 12 февраля 1973 года, похоронен на Кунцевском кладбище Москвы.
Был также награждён двумя орденами Красного Знамени, орденами Александра Невского, Отечественной войны 1-й степени и Красной Звезды, рядом медалей.